# Ван Чао (фигурист)
Ван Ча́о (кит. упр. 王超, пиньинь Wáng Chāo; род. 2 ноября 1996, Цицикар) — китайский фигурист, выступающий в танцах на льду. В паре с Нин Ваньци становился трёхкратным бронзовым призёром чемпионата Китая (2018—2020), бронзовым призёром Гран-при Китая (2020) и участником чемпионатов четырёх континентов.

## Карьера
Ван Чао встал на коньки в 2002 году. На начальном этапе состязался в одиночном катании. Чемпионат Китая 2012 года завершил двадцатым среди двадцати четырёх участников, выходивших на лёд. После чего перешёл в танцы на льду, и в сентябре 2013 года образовал пару с бывшей одиночницей Нин Ваньци. Их тренером стал многократный чемпион Китая и участник Олимпийский игр Цао Сяньмин.
Ван и Нин вышли на международный уровень в сезоне 2017/2018, когда дебютировали в юниорской серии Гран-при. По результатам выступлений на этапах Гран-при они набрали необходимый технический минимум в коротком и произвольном танце, что позволило в окончание сезона выступить на чемпионате мира среди юниоров.
В последующие два сезона Федерация фигурного катания Китая включала пару в состав сборной на чемпионат четырёх континентов, а также они представляли постановки на «Челленджере» Asian Open Trophy. Три года подряд Ван и Нин завоёвывали бронзовые медали чемпионата Китая (2018—2020).

## Программы
| Сезон     | Ритм-танец | Произвольный танец |
| --------- | --- | --- |
| 2019–2020 | - Фокстрот: «A Spoonful of Sugar» - Квикстеп: «A Spoonful of Sugar» - Вальс: «Chim Chim Cher-ee» - Полька: «Supercalifragilisticexpialidocious» (из фильма «Мэри Поппинс») | - «Ouverture» - «Je dors sur des roses» (из мюзикла «Моцарт. Рок-опера»)                                                             |
| 2018–2019 | - Танго: «Emigrante (Exilio Del Alma)» Tanghetto | - «Fire on the Floor» Бет Харт - «Bring Me Some Water» Мелисса Этеридж                                                               |
|           | Короткий танец | |
| 2017–2018 | - Ча-ча-ча: «Perhaps, Perhaps, Perhaps» Pussycat Dolls - Самба: «Batucada» DJ Dero                                                                                         | - «Young Michael» (из мультфильма «Университет монстров») Рэнди Ньюман - «Foxy Fakeout» (из мультфильма «Зверополис») Майкл Джаккино |

## Результаты
| Результаты выступлений в паре с Нин Ваньци |       |       |       |       |       |       |       |
| Соревнования                               | 14/15 | 15/16 | 16/17 | 17/18 | 18/19 | 19/20 | 20/21 |
| Международные                              |       |       |       |       |       |       |       |
| Чемпионат четырёх континентов              |       |       |       |       | 11    | 12    |       |
| Гран-при. Cup of China                     |       |       |       |       |       |       | 3     |
| Челленджер. Asian Open Trophy              |       |       |       |       | 5     | 6     |       |
| Shanghai Trophy                            |       |       |       |       |       | 5     |       |
| Mentor Torun Cup                           |       |       |       |       | 9     |       |       |
| Международные среди юниоров                |       |       |       |       |       |       |       |
| Чемпионат мира                             |       |       |       | 22    |       |       |       |
| Гран-при. Польша                           |       |       |       | 9     |       |       |       |
| Гран-при. Хорватия                         |       |       |       | 10    |       |       |       |
| Tallinn Trophy                             |       |       |       | 10    |       |       |       |
| Национальные                               |       |       |       |       |       |       |       |
| Чемпионат Китая                            | 9     | 6     |       | 3     | 3     | 3     |       |